# 巴龙切利小圣堂

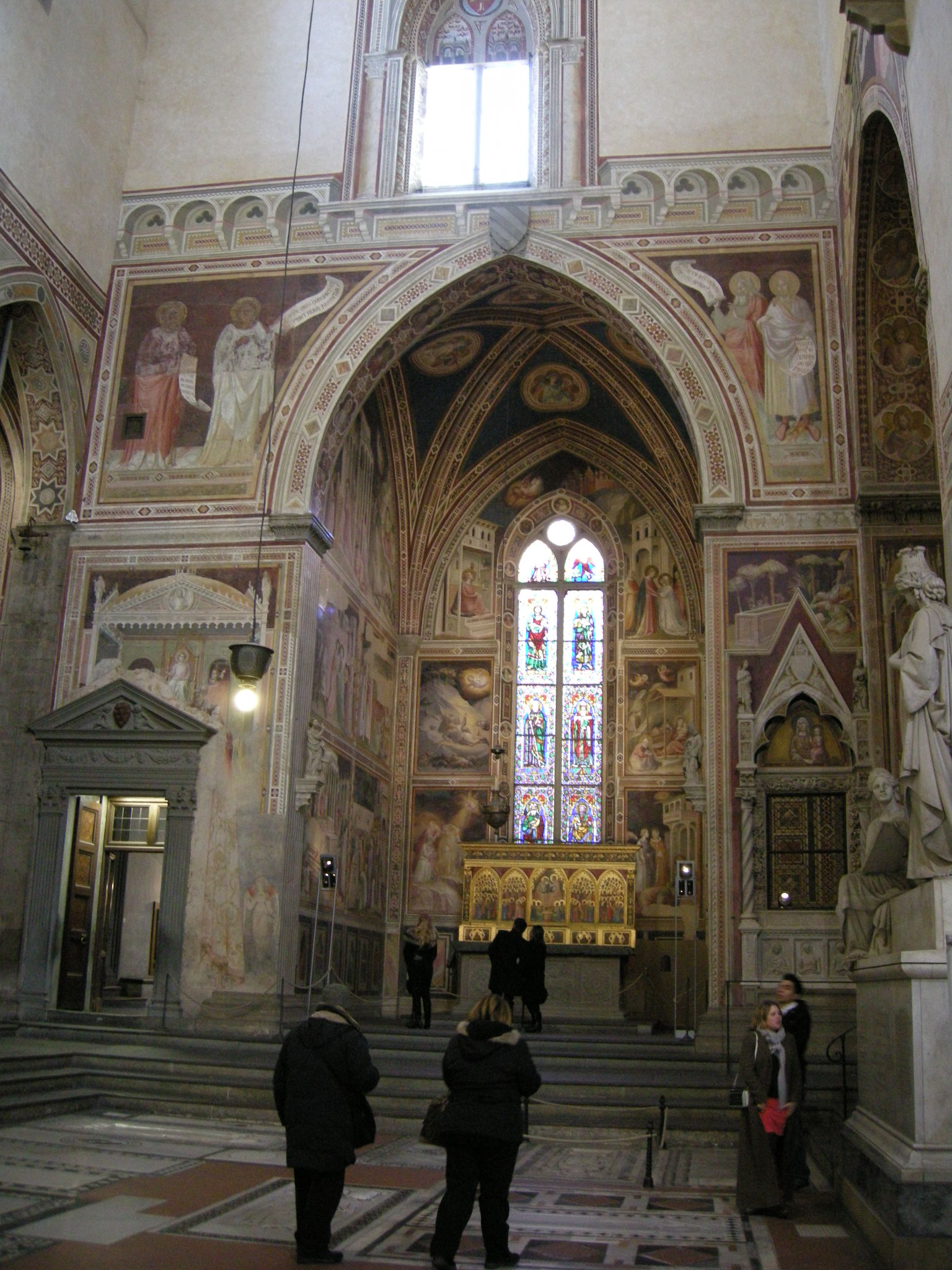
巴龙切利小圣堂

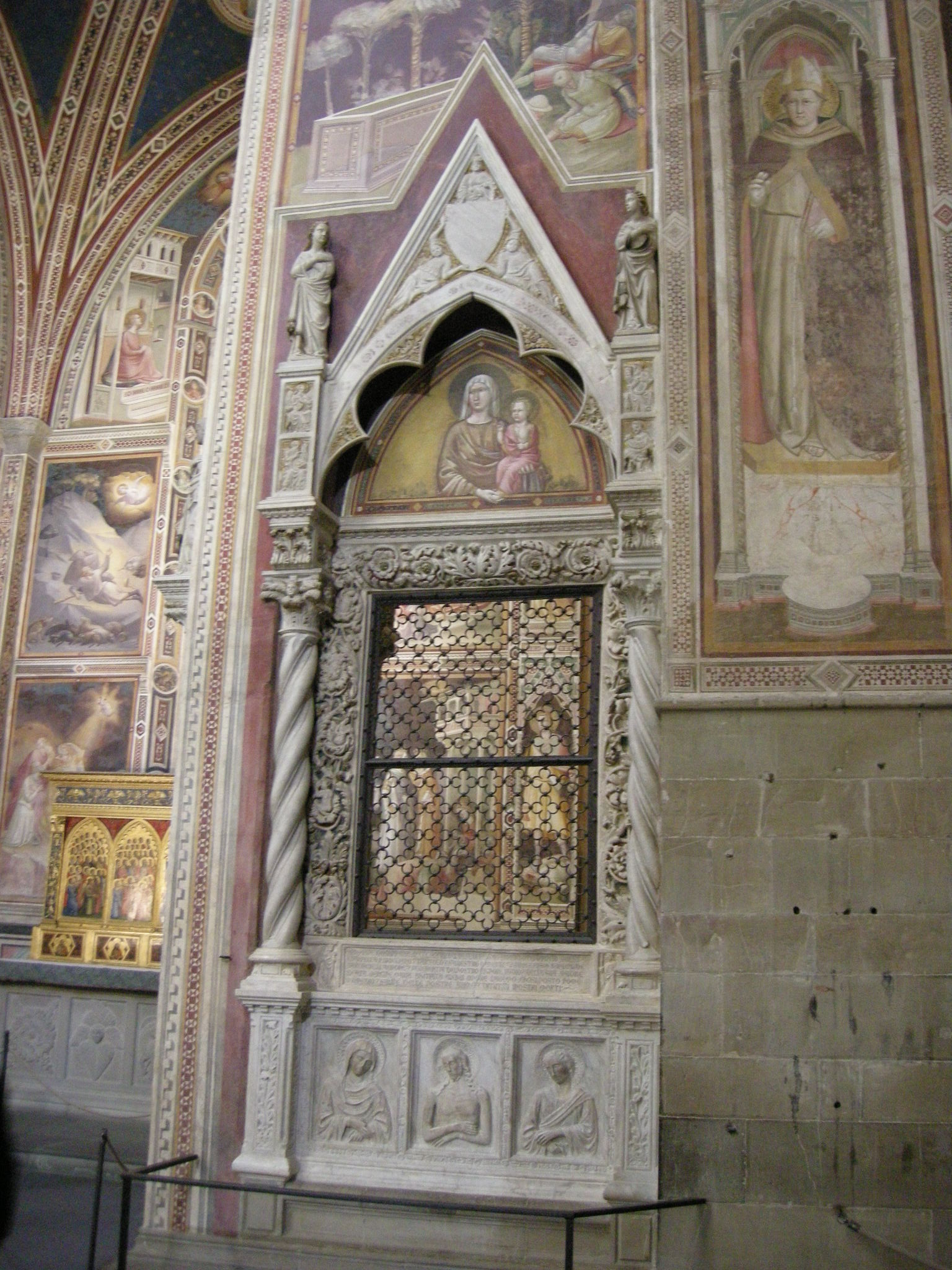
巴龙切利家族墓

巴龙切利小圣堂（義大利語：Cappella Baroncelli）是一个小圣堂，位于意大利佛罗伦萨圣十字圣殿内。堂内的壁画由塔德奧·加迪绘于1328-1338年。
加迪的连环壁画《圣母的故事》体现了乔托风格，具有细腻柔和的特征。

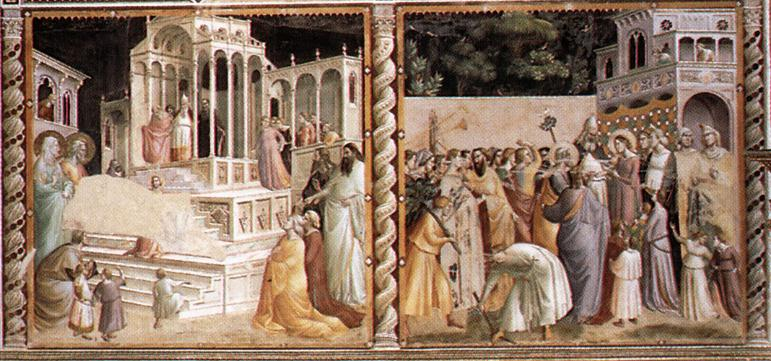

加迪还设计了花窗玻璃。